# Munna studeri
Munna studeri är en kräftdjursart som beskrevs av Hiegendorf 1893. Munna studeri ingår i släktet Munna och familjen Munnidae. Inga underarter finns listade i Catalogue of Life.